# Rezonator electromagnetic
Rezonatorul electromagnetic este un circuit pasiv de microunde în care are loc fenomenul de rezonanță: transformarea oscilantă a energiei acumulate din câmp electric în câmp magnetic. El se poate realiza sub forma unor cavități rezonante (CR), rezonatori metalici deschiși sau rezonatori dielectrici. CR reprezintă un domeniu delimitat de o suprafață conductoare inchisă. Parametrii principali care caracterizeaza o CR sunt: frecventa de rezonanta, factorul propriu de calitate și rezistență la rezonanță.